# Braunschweiger Franzosenzeit

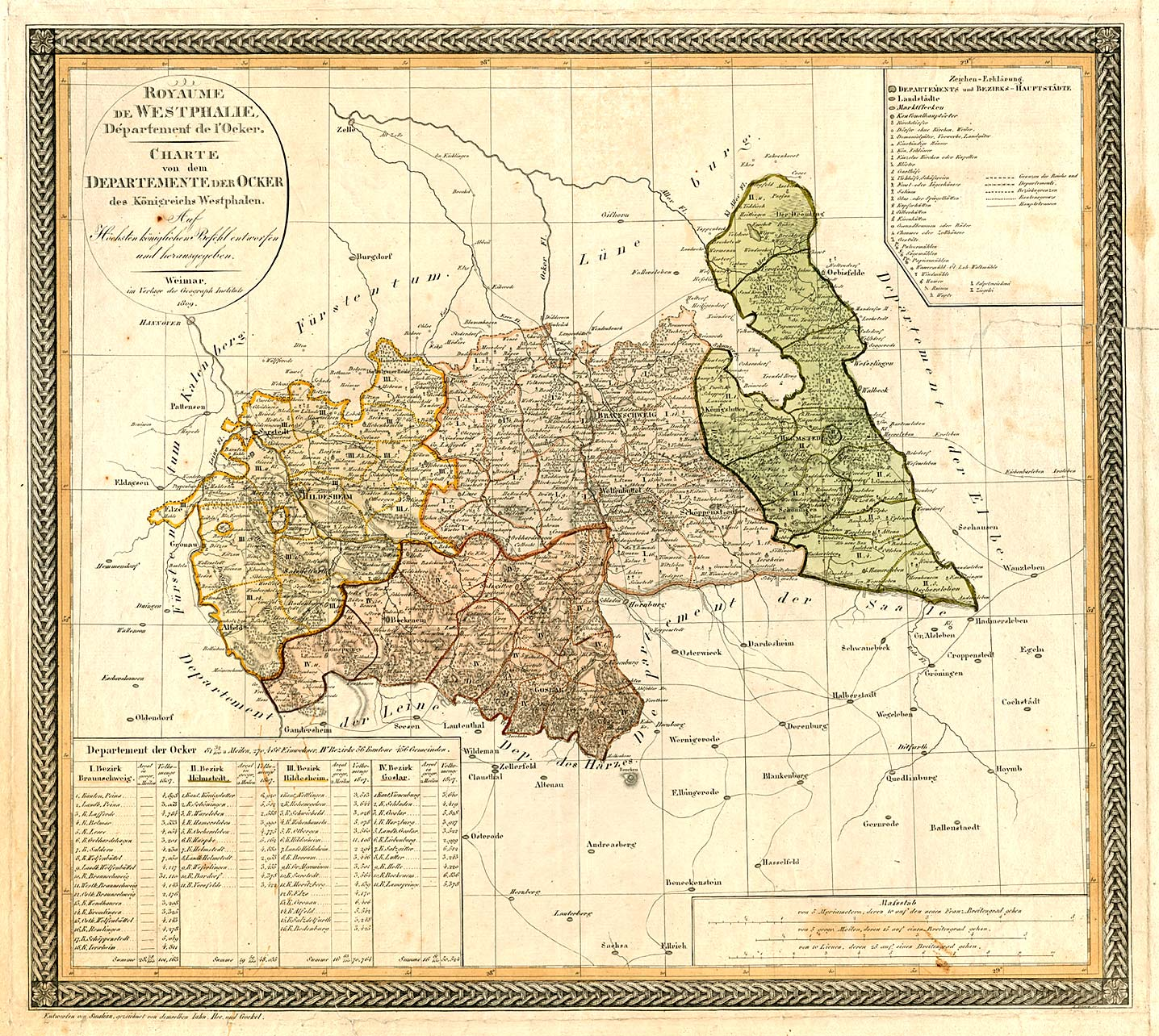
Das Departement der Oker im Jahre 1809

Die Braunschweiger Franzosenzeit beschreibt den Zeitraum von 1806 bis 1814, als sowohl die Stadt Braunschweig als auch das Herzogtum Braunschweig-Lüneburg – wie auch andere Teile Deutschlands – in der Folge der Niederlage Preußens in der Schlacht bei Jena und Auerstedt (1806) von napoleonischen Truppen besetzt waren, dieser Zeitraum wurde landläufig als „Franzosenzeit“ bezeichnet.
Der Braunschweigische Herzog Karl Wilhelm Ferdinand von Braunschweig-Wolfenbüttel, der das Herzogtum Braunschweig-Lüneburg aus den Koalitionskriegen hatte heraushalten können, starb am 10. November 1806 an den Folgen einer Verwundung, die er als Oberbefehlshaber der preußischen Armee in der Doppelschlacht bei Jena und Auerstedt erhalten hatte.

## 1806
Nachdem Preußen am 27. Februar 1806 Hannover besetzt hatte, fühlte man sich in Braunschweig vor Napoleon sicher. Zwar hatte der Handel in Braunschweig durch die Elbblockade infolge der preußischen Zollpolitik seit 1805 gelitten, durch neue Industrieanstalten und andere Landesprodukte konnte auf Messen jedoch ein kleiner Ausgleich geschaffen werden.
Im Reich hatte Kaiser Franz II. aus dem Hause Habsburg-Lothringen am 6. August 1806 die Kaiserkrone niedergelegt. Das Heilige Römische Reich hatte aufgehört zu bestehen. Seit dem 12. Juli 1806 gab es den Rheinbund, ein Militärbündnis deutscher Staaten mit Frankreich.
Friedrich Wilhelm III. von Preußen erklärte am 9. Oktober 1806 Frankreich, und damit dem Rheinbund, den Krieg. In der Schlacht bei Jena und Auerstedt, am 14. Oktober 1806 schlug Napoleon I. die preußische Armee. Am 27. Oktober zog Napoleon mit seinen Truppen in Berlin ein.
Als Karl Wilhelm Ferdinand in preußische Militärdienste ging, wurde es, wie von ihm selbst, als Privatsache betrachtet, eigentlich mit dem Wohle des Landes unvereinbar.
Von den Franzosen erwartete man nichts Gutes. Aus diesem Grunde sandte der Herzog seinen Oberhofmarschall Christian Freiherr von Münchhausen zu Napoleon, um ihn zur Anerkennung der Neutralität des bisher am Kriege nicht beteiligten Herzogtums zu bewegen. Napoleon hatte mit Braunschweig anderes vor und erklärte das Herzogtum als erobertes Gebiet.

## Das vorübergehende Ende des Herzogtums Braunschweig
Am 16. Oktober 1806 überbrachte Hauptmann Meier die Botschaft von der Niederlage bei Auerstedt. Karl Wilhelm Ferdinand war verwundet worden. Am 21. Oktober 1806 machte das preußische Regiment des Herzogs von Oels auf seinem Weg nach Helgoland in Braunschweig Quartier. Er ernannte, wegen Erblindung seiner beiden älteren Brüder, seinen jüngeren Sohn Friedrich Wilhelm zum Nachfolger.
Als auch der Herzog abgereist war, rückte am 26. Oktober ein schwaches französisches Reiterregiment in Braunschweig ein. Das Haus Braunschweig hatte aufgehört zu regieren. Mit der Abnahme der alten Wappen wurde die Besitznahme, wie die von Kassel, im Namen des Kaisers vollzogen. Im Innenministerium ging Geheimrat Gustav Anton von Wolffradt weiterhin seinen Aufgaben nach.
Der Landesherr starb am 10. November 1806 in Ottensen im Alter von 71 Jahren an den Folgen seiner Verwundung.

## Beginn der französischen Zeit
Trotz der belastenden Kontributionen und Einquartierungen schlug den Besatzern kein Hass entgegen, das änderte sich erst, als die kostspielige Hofhaltung der Besatzer erkennbar wurde. Ende Oktober rückten die französischen Besatzer, mit 400 Mann, endgültig in die Stadt ein.
Die Besatzer unter dem kaiserlichen Kommissär Malraison und dem ihm nachfolgenden Intendanten Daru bestimmte die Geschicke der Stadt. Die Juden wurden gleichgestellt, der Adel weitgehend entmachtet und seiner Privilegien beraubt. Unter dem französischen Kunstkenner Denon wurden Kunstschätze aus Braunschweig und Kassel nach Paris gebracht.
Es begann eine Zeit großer Durchzüge, den Anfang machte am 14. Dezember 1806 ein französisches Infanterieregiment, es folgten am 1. Weihnachtstag 1.100 Italiener. Ein Trupp von 300 französischen Husaren machte in Braunschweig Rast „die sich sehr roh und wild benahmen“.
Es war ein kleiner Vorgeschmack auf die Zeit, als Ende August 1807 die Militärstraße über Braunschweig gelegt wurde (Northeim – Seesen – Lutter a.B. – Braunschweig). Was zur Großen Armee geführt wurde, marschierte durch das Hohe Tor, die von der Großen Armee kamen durch das Augusttor. Darunter waren zahlreiche Verwundete und Gefangene, die „ein Bild des Schreckens und des Mitleids“ boten, einen ganz anderen Anblick boten am 13. Mai 1.500 Mann der kaiserlichen Garden.
Auf der Heerstraße vergrößerte sich der Verkehr, nun mussten die Truppen auch durch das Steintor und das Hohe Tor ziehen.
Im Juli gab es eine kleine Pause, es kamen nur noch kleine Trupps durch Braunschweig. Im August machten 11.000 Mann der kaiserlichen Garden mit 5.500 Pferden Rast, bevor sie nach Hannover weiter zogen. Braunschweig hatte damals etwa 27.500 Einwohner.
Anfang November 1806 trat der französische Divisionsgeneral Baptiste Pierre Bisson seinen Posten an. Zusammen mit dem verbleibenden Intendanten Daru, einem Bruder des Intendanten der großen Armee, übernahm er die interimistische französische Verwaltung des Herzogtums als Militärgouverneur. Sein Hauptquartier hatte er im Schloss aufgeschlagen.
Am Regierungsapparat wurde vorerst nichts geändert, das Innenministerium, unter dem braunschweigischen Hofrat Gustav Anton von Wolffradt ging weiter seinen Geschäften nach.

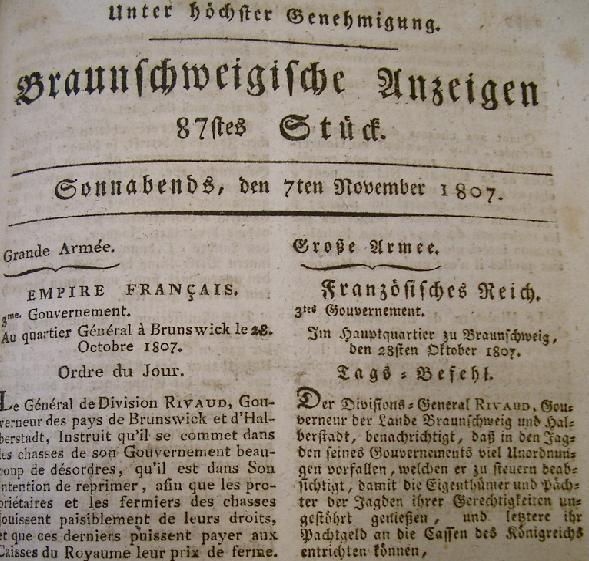

Schon im Februar 1807 wurde Bisson aus Braunschweig abberufen, sein Nachfolger war der Divisionsgeneral Rivaud, ein altgedienter Offizier, dessen Vorliebe galt Paraden und Reiten sowie Jagdpartien in der Buchhorst. Er bevorzugte einen „geziemenden Aufwand“. Bei seinem Abgang am 5. März 1808 wurde er vom Bürgermeister Wilmerding, der dem herzoglichen Hause sehr verbundenen war, herzlich verabschiedet, dies ist unter den gegebenen Umständen verwunderlich. Zu dem wachsenden Druck durch die Einquartierungen und andere Lasten kam die Gewissheit der Vernichtung der Selbständigkeit des Herzogtums.

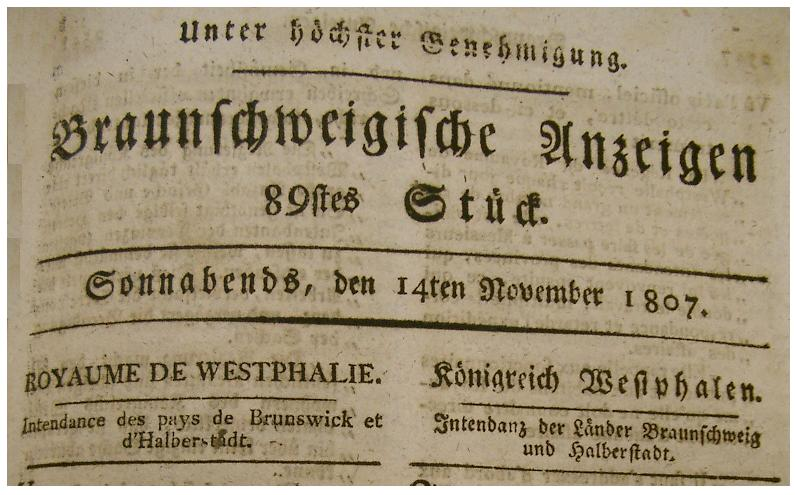

Am 27. Juli 1807 wurde der Marschall Berthier in der Stadt erwartet, ein festlicher Empfang war vorbereitet. Aber der Marschall kam nicht. Um die Vorbereitungen nicht vergeblich gemacht zu haben, beschloss der Gouverneur am 29. Juli das Friedensfest zu feiern. 
„Zwischen 8 und 10 sollte nichts verkauft werden, alle Minister trafen sich in der katholischen Kirche, wo eine Messe gelesen und das Te Deum gesungen wurde. Am Abend war freie Comedie und Ball am Hofe, wozu alle Bürgeroffiziere mit ihren Frauen geladen wurden. Da traf die Nachricht ein, dass wir westphälisch werden. Es herrschte eine tiefe Stille in der Stadt am Friedensfeste wegen dieser Publikation.“

## Königreich Westphalen
Der französische Kaiser Napoleon I. konstruierte am 18. August per Dekret das von Kassel aus regierte Königreich Westphalen. Seinen Bruder Jérôme setzte er als König ein.

Das Königreich Westphalen wurde am 7. Dezember 1807 von Napoleon Bonaparte per königlichem Dekret ausgerufen, seine Constitution bekannt gemacht und der Eintritt in den Rheinbund geregelt.

Am 7. Dezember 1807 traf Jerôme mit seinem glänzenden Hofstaat in Wilhelmshöhe, Kassel, ein, das von nun an Napoleonshöhe genannt wurde. König Jêrôme trat die Herrschaft über sein neues Reich an. Die bisherige, provisorische Regierung unter dem braunschweigischen Ministerium löste sich auf. Rivaud verließ am 5. März 1808 seinen Posten. Der ehemals braunschweigischen Hofrat Gustav Anton von Wolffradt wurde ins neue westphälische Innenministerium berufen.
Nun war es in Braunschweig, wie überall im Königreich, an der Zeit, dem König zu huldigen. Ihren neuen König lernten die Braunschweiger erst zwei Monate später kennen. Am 16. Mai 1808 abends in Schloss Richmond angekommen, hielt Jérôme Bonaparte am Morgen des 17. Mai in einem glänzenden Reiterzug von adeligen und bürgerlichen Ehrengarden, Gardekavallerie und Gendarmen zwischen einem Spalier von Truppen und Schützen hindurch seinen Einzug in die Stadt. Am Augusttor (Kennedy-Platz) hatte der Architekt Peter Joseph Krahe eigens für diesen Empfang einen Triumphbogen errichtet. Hier bot ihm der Bürgermeister, nun als Maire, den Schlüssel der Stadt an. Eine Deputation der Kaufmannsschaft überreichte dem Königspaar ein Gedicht. Auf dem Ägidienmarkt begrüßten ihn Jungen und Mädchen in spanischer Tracht und überreichten erneut ein Gedicht mit den Worten „Lieber König, ich bitte für mich und mein Vaterland“. Solche für viele Menschen peinliche Auftritte gab es in allen Städten des Königreichs. Die Akteure wollten ihre Pfründe sichern oder Geschäfte machen.
Zwischen Oktober 1806 bis zum 5. November 1807 sollen 4.510 Offiziere und 98.706 Unteroffiziere und Gemeine an fremden Truppen durchgekommen sein. Es ging weiter: Polnische Ulanen folgten einem Polnisch-italienischen Infanterieregiment, das bis zum März 1808 in Braunschweig blieb. Grund war der Verdacht auf verräterische Umtriebe im Amt Gifhorn. Die Ulanen übernahmen im Laufe der Zeit immer mehr die Aufgabe der Gendarmen.

## Die neue Organisation
Das Königreich wurde nach französischem Vorbild in Departements und Distrikte eingeteilt. Braunschweig wurde Hauptstadt des Departement der Oker. Präfekt des Departements wurde Regierungsrat Friedrich Christian Ludwig Henneberg, Bürgermeister der Stadt wurde von Mahrenholz, nun Maire genannt. Friedensrichter traten an die Stelle der bisherigen Justizamtsleute. Aus Forstmeistern, Oberförstern und Förstern wurden Conservateurs, Inspecteurs und Gardegenerals. Zur Vertretung der städtischen Angelegenheiten wurde ein Munizipalrat geschaffen.
Mit vielen, auch neu geschaffenen Stellen wurde versucht die Steuer einzutreiben. Die neue, fremde Gesetzgebung und die bisher völlig unbekannte Form des Büro- und Rechnungswesens machten es nicht gerade leicht.
Es gab eine Kompagnie Präfekturgarde und anstelle der kleinen Polizeimannschaft eine Brigade der bald gefürchteten Gendarmen und eine „Geheime Polizei“. Besonders durch die Behandlung der Kriegsdienstverweigerer kam es zum Widerstand der Braunschweiger Bürger. Einmal stürmten sie das Neustadtrathaus und stürzten zwei Gendarmen vom Balkon.
Dennoch konnte der Umbau der Verwaltung in erstaunlich kurzer Zeit vollendet werden. Den Gemeinden wurde die Verantwortung entzogen. Für die neue Verwaltung wurden regierungstreue Personen ausgewählt.
Die große Unzufriedenheit kam mit der großen Illumination zum Krönungstage Napoleons am 2. Dezember. Der Hofbuchhändler Engelhard Voigts am Bohlweg hatte sein Haus illuminiert und über der Haustür den Vers „Vive Napoleon, vive son bon coeur“ angebracht. Einen Teil der Bevölkerung hat so viel „Franzosenschwärmerei“ empört. Andere wieder waren mit den Festivitäten durchaus einverstanden.

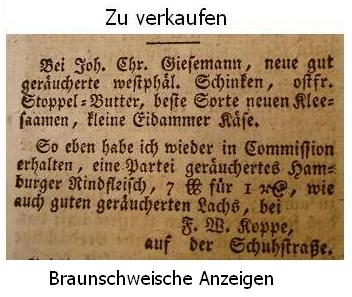

Die Messen wurden schwächer besucht. Der Handel, meist Landesprodukte, ging durch die Kontinentalsperre und die Unmöglichkeit Kolonialwaren anzubieten, merklich zurück. Es bildete sich ein lebhafter Schmuggelhandel. Wer sich erwischen ließ, dessen Waren wurden öffentlich vernichtet.
Gleichzeitig bedrückten die Bevölkerung Zwangsanleihen und hohe Steuern. Die Steuern stiegen von 2½ Francs pro Person (1807) auf 5¾ Francs im Jahre 1809. Die häufigen Einquartierungen machten das Leben auch nicht leichter.

## 1809
Der preußische Staatsminister von Stein war die Seele der damaligen Freiheitsbewegung. In Böhmen traf er auf Herzog Friedrich Wilhelm, der gerade ein Corps zusammenstellte. Schills und Katts geheime Botschaften bereiteten einen Aufstand im Norden vor. Der Vereinigungspunkt aller antinapoleonischen Bestrebungen war auf Helgoland. Man hoffte auf ein Eingreifen der Engländer.
Am 1. April 1809 stellt der „Schwarze Herzog“ Friedrich Wilhelm die Schwarze Schar auf, ein deutsches Freikorps, das in den Befreiungskriegen bis 1815 gegen die Truppen Napoléon Bonapartes kämpfte.
Die Schillschen Freischärler waren in Magdeburg eingerückt. Die fliehenden Franzosen kamen immer mehr auf die Stadt zu. Im Mai 1809 fürchtete man daher, dass die Schillschen Freischärler auf Braunschweig zumarschieren würden. Die Förster des Departements der Oker wurden eilig einberufen. Am 20. Mai rückten dann holländische und westphälische Truppen ein, die erst nach dem Abzug Schills wieder abrückten.
Am Nachmittag des 11. April 1809 traf der westphälische König Jêrome, diesmal mit der Königin (Katharina von Württemberg), erneut in Braunschweig ein. Nun gab es eine Reihe von Commediebesuchen und Maskeraden. Ob der Empfang ebenso herzlich war, ist nicht überliefert.
Im Juni kamen abwechselnd mehrere westphälische Regimenter auf dem Weg ins Sächsische durch die Stadt. Dort sollten sie gegen die Österreicher eingesetzt werden.
Das 6. und 9. holländische Regiment kam, frisch vom Stralsunder Blutbad (16. Juni 1809, bei dem Schill gefallen ist), jedes mit mehreren Hundert Schill´scher Gefangenen. Fast täglich gab es Zank und Streit. Am 19. Juni verbreitete sich das Gerücht, die Holländer wären auf dem Rückzug und würden Braunschweig plündern. Das große Verstecken der Wertsachen begann, unnötigerweise, wie sich herausstellte.
Ende Juni wurden 16 der Schillschen Gefangene auf dem Sandberg vor dem Steintor erschossen und an Ort und Stelle verscharrt. In der Nacht wurden sie von Braunschweiger Bürgern ausgegraben und in Reihe beerdigt. Jedes Grab wurden mit einem Kreuz versehen.

## Gefecht bei Ölper

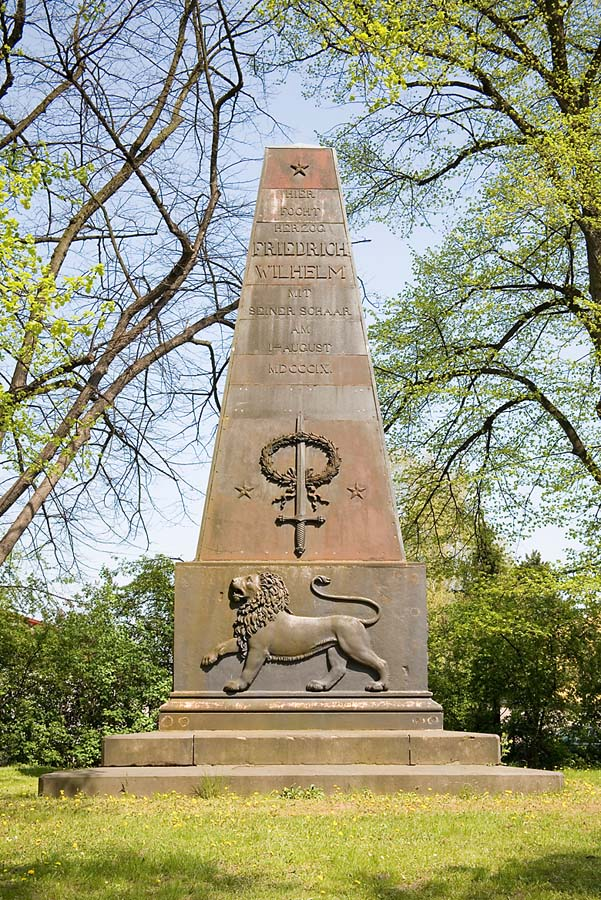
Obelisk zur Erinnerung an das Gefecht bei Ölper am 1. August 1809

Es verbreitete sich das Gerücht, der Schwarze Herzog sei auf dem Weg in die Stadt. Die Aufregung war groß. Am 30. Juni wurde Braunschweig von allen französischen Truppen und Behörden geräumt. Da hieß es „Ab nach Kassel“. Beherzte Braunschweiger zogen dem Herzog entgegen und verstärkten die Schwarze Schar.
Sie mussten sich am 1. August nach dem Gefecht bei Ölper (auf den Hopfenfeldern im Westen von Ölper) am 31. Juli 1809 gegen eine westphälische Division unter General Reubell zurückziehen. Als Herzog Friedrich Wilhelm auf Hannover marschierte, kamen die französischen Ausreißer in die Stadt zurück. Um 5 Uhr sah man wieder die westphälischen Gendarmen auf den Straßen der Stadt. Die Bespitzelung der Bürger wurde intensiviert.
Inzwischen waren Herzog Friedrich Wilhelm, Schill und Hofer (Tirol) zu Helden der deutschen Nation geworden. Auf deren Abbilder auf Tonpfeifen, wie sie Mode waren, wurde von der Obrigkeit Jagd gemacht, bis man merkte, dass man die Hälfte der Nation hätte in Haft bringen müssen.

## September-Unruhen
Die Durchzüge von Truppen ging weiter. Nicht jeder Logiergast benahm sich manierlich. So kam es am 4. September 1809 zu einer fürchterlichen Schlägerei zwischen drei französischen Gendarmen und Braunschweiger Bürgern. Johann Gottfried Rudolf Lüttge von der Kannengießerstraße wurde erschlagen. Am nächsten Morgen ging die Schlägerei wieder los. Es musste gegen Mittag der Brigadier Lefebre, er hatte den Streit angezettelt, ins Krankenhaus gebracht werden. Die Bevölkerung war so aufgebracht, dass sie das zu verhindern suchten. Das Militär hatte sich versammelt. Da die Unruhen nicht aufhören wollten, musste von der Schusswaffe Gebrauch gemacht werden. Frau Barnstorff starb und ein Kind wurde verwundet.
Beim dritten Besuch des Königs in Braunschweig, am 8. September 1809, fielen alle Feierlichkeiten aus.
Die Übergriffe der durchziehenden und einquartierten Truppen nahmen immer mehr zu.
Am Ende des Jahres 1809 herrschte Frieden in Deutschland. Nach unruhigen Zeiten kehrte nun wieder der übliche Durchmarsch-Verkehr ein.

## Einverleibung Hannovers
Der Handel in Braunschweig wurde immer schwieriger. Durch die Einverleibung des Kurfürstentums Hannovers in das Königreich Westphalen brachen nun auch die Beziehungen zu Preußen ab. Der Schmuggel kam fast zum Erliegen. Kaffee gab es nur noch selten. Aber die Menschen waren erfinderisch. Statt Kaffee gab es Zichorienkaffee, ein kaffeeähnliches Getränk aus der Wurzel der Gemeinen Wegwarte (auch Zichorie genannt). Für den Farbstoff Indigo fand man Ersatz. Jamaica-Rum wurde durch Korn- oder Kartoffelschnaps ersetzt. Die Gewinnung von Zucker aus Rüben verbreitete sich rasch.
Hinzu kamen die unverändert hohen Abgaben. Napoleons Meinung, dass „der Krieg sich selber ernähren muß“, erforderte große Summen, z. B. für den Unterhalt der 7.000 braunschweigischen Soldaten, die zur Verstärkung des französischen Heeres in Spanien waren. Dieses Geld hätte das Land sinnvoller zum Erhalt der Universität in Helmstedt einsetzten wollen (Napoleon ließ sie 1810 schließen).
Nach anfänglicher Zustimmung zum neuen System blieb die Meinung „Es wird schon noch gut werden“ auf der Strecke. Man hasste die fremdländische Regierung zusammen mit dem Kaiser immer öffentlicher.
Der Ausspruch Maximilians von Bayern während des Dreißigjährigen Kriegs: „Kein mächtiges Oberhaupt, kein deutscher Kaiser. In der deutschen Geteiltheit besteht unsere Freiheit“, war den kleinen deutschen Dynastien nur zu recht. Jetzt zeigten sich die Schwächen dieses Systems. War man bisher ausschließlich Braunschweiger, so kam nun das Gefühl auf, auch Deutscher zu sein. Der intelligente Reichsfreiherr von Stein bemerkte dazu: „Gewiss ist ein großes deutsches Reich besser als ein kleines, wo immer der Kopf zu dessen Verwaltung und der starke Arm zu seinem Schutz vorhanden ist.“
Als Napoléon Bonaparte per Dekret am 13. Dezember 1810 die norddeutschen Küstengebiete für Frankreich annektierte, um die Wirksamkeit der Kontinentalsperre und die Unterbrechung des Handels mit England zu erhöhen, verschärfte sich die Lage weiter. Einen sehr breiten Streifen entlang der Nordseeküste (Linie zwischen Lippstadt und Schnakenburg an der Elbe) machte Napoleon zu französischen Departements. Dabei kamen unter anderem das Herzogtum Oldenburg und die Hansestädte Bremen, Hamburg und Lübeck zum französischen Kaiserreich.

## 1812 Russlandfeldzug
Am 24. Juni 1812 überschritt Napoleon die Memel. Seit Anfang des Frühlinges 1812 rückten gewaltige Ströme des französischen Heeres in Richtung der russischen Grenze.
Nach Infanteriekolonnen, die am Morgen in Braunschweig abzogen, folgten am Abend Reiterregimenter. Dazu das Material, die schweren Geschütze, Pontons, Feldbäckereien, Ambulanzen und Bagagewagen, untermischt mit Equipagen und Reitpferden der Marschälle und der hohen Generalität. Die Einquartierungen schienen kein Ende zu nehmen. Die Bauern verloren ihre Pferde und fanden kaum Zeit ihren Acker zu bestellen. Braunschweig glich häufig einem Feldlager. Fleisch war kaum noch aufzutreiben, an Brot mangelte es hingegen selten. Es waren schlechte Zeiten, in denen die Bevölkerung sich enger zusammenschloss uns gegenseitig aushalf.
Man rechnet, dass Braunschweig durch Extrasteuer, Requisition und Einquartierung usw. in dieser Zeit 100.000 Taler aufwenden musste. Dabei hatte die Stadt noch Glück, Städten und Dörfern in Grenznähe ging es wesentlich schlechter.
Was nun folgte, könnte man als Windstille bezeichnen.
Vom Kriegszug gegen Russland hörte und sah man herzlich wenig. Es gab vereinzelt Gerüchte über schreckliche Verluste. Der „Moniteur royal westphalia“, die amtliche Zeitung Westphalens, brachte nur Nachrichten, die der Obrigkeit genehm waren. Noch war keiner der abgerückten Soldaten zurückgekehrt. Ständig wurden junge Leute, schnell ausgebildet, den Truppen nachgeschickt.
Bei einer angeordneten Feier zum Einzug Napoleons in Moskau (14. September) wollte keine Freude aufkommen. Man dachte an die vielen Väter und Brüder, die einer Sache dienen mussten, die sie nichts anging.
Bald kamen Gerüchte vom Brand in Moskau, von der ungeregelten Flucht der Franzosen und vom Untergang der Großen Armee. Nur 18.000 napoleonische Soldaten übertraten im Dezember 1812 die preußische Grenze an der Memel. Die Soldaten, die zurückkamen, wurden herzlich begrüßt, genauso herzlich wie die nachrückenden Russen.

## 1813
Der kommandierende General des preußischen Hilfskorps der Grande Armée Yorck schloss am 30. Dezember 1812, in der Konvention von Tauroggen einen Waffenstillstand mit den russischen Truppen. Preußen erklärt Frankreich am 16. März erneut den Krieg. Den russisch/preußischen Befreiungstruppen schlossen sich versprengte Deutsche Einheiten an. Jeder wollte an der Befreiung Deutschlands von der französischen Herrschaft teilhaben. Erfolge wurde von allen deutschen Landesteilen gemeldet. Namen wie Blücher und Lützow waren in aller Munde und der Sänger und Schriftsteller Körner mit seinen Freiheitsliedern. Der Braunschweiger Herzog Friedrich Wilhelm kehrte aus seinem Exil in London zurück, zuerst ins noch befreite Hamburg.
Frankreich brauchte neue Soldaten und so wurden im Frühling 1813 erneut junge Männer aus Braunschweig eingezogen und nach kurzer Ausbildung an die Front überwiesen, wenn sie nicht unterwegs von Einheimischen befreit wurden, was häufig vorkam. Der Hass auf Napoleon war groß. Die Franzosen eroberten Hamburg zurück. Die Stadt Hamburg wurde unter Davoust mit Gräueltaten fürchterlich gestraft. Erst 1814 verließen die Franzosen die Stadt Hamburg, längere Zeit nach dem Pariser Frieden 1814, unter Waffen und mit klingendem Spiel. Vor der Rückeroberung Hamburgs hatte Davoust in der Nähe von Gifhorn Stellung bezogen. Sie hausten wie in Feindes Land.

## Befreiung Braunschweigs
In Braunschweig erschienen die Preußen unter dem Oberstleutnant von der Marwitz am 25. September 1813. Mit seinem berittenen Korps nahm er die schwache französische Besatzung gefangen. General vom Klösterlein, in französischen Diensten, floh mit seinen 1.500 Mann nach Wolfenbüttel. Beim Nachsetzen der Preußen bei Halchter (rechts von der zum Bungenstädter Turm führenden Herrstraße) rettete von Klösterlein und einige seiner Offiziere nur noch die Schnelligkeit ihrer Pferde.
Mit der Einnahme von Kassel betrachte man das Königreich Westphalen als nicht mehr existent. Die bürgerliche Ordnung brach zusammen. Leute, die mit den Franzosen zusammengearbeitet hatten, wurden als sogenannte Franzosenfreunde gehänselt und teilweise sogar misshandelt. Es dauerte ein paar Tage, bis besonnene Bürger in der Stadt Ordnung schaffen konnten. Nach der Völkerschlacht bei Leipzig hieß es in Braunschweig, das ein französisches Armeecorps auf dem Wege nach Hamburg durch die Stadt kommen würde. Diese Zeit wurde genutzt, um die neue Bürgerwehr auszubilden.
Am 6. Dezember 1813 traf der Major Olfermann in Braunschweig ein, um im Namen Friedrich Wilhelms das Land wieder in Besitz zu nehmen. Die Braunschweigische Regentschaft wurde am 22. Dezember 1813 nach siebenjähriger Abwesenheit herzlich begrüßt. Am Mittag des 31. Juli traf Friedrich Wilhelm in Wolfenbüttel ein. Einige Braunschweiger waren ihm entgegengefahren und begrüßten ihn mit großem Jubel. Die ersten „Schwarzen“ trafen gegen 8 Uhr abends in Braunschweig ein. Sie befreiten die etwa 30 Gefangenen aus dem Augusttorgefängniss, u. a. noch Soldaten vom Schillschen Corps sowie einige Deserteure.
Der Herzog und der Hauptteil seiner Truppen marschierten erst um 10 Uhr abends ein. Begleitet von einigen Fackelträgern zog der Herzog, unter großem Jubel der Bevölkerung zum Schloss. Für die Truppen wurde ein Biwak auf dem Petritorwall befohlen. Nach Protesten wurden ihnen Quartiere zugewiesen, wo sie nach ein paar Bieren, endlich zur Ruhe kommen konnten. Schon bald mussten die Truppen des Herzogs erneut gegen den Feind marschieren. Bei ihrer Niederlage wurden Straßenkämpfe in der Stadt befürchtet, wie man es von Halberstadt gehört hatte. Viele Bewohner ergriffen die Waffen und eilten zur Unterstützung. Um 9 Uhr erlöst die Nachricht vom Sieg der Braunschweiger die Stadtbevölkerung.
Nach dem Ende des Königreichs Westphalen stellte ihn Herzog Friedrich Wilhelm 1814 an die Spitze des provisorischen Regierungskollegiums. Grafen von der Schulenburg-Wolfsburg begleitete den Herzog in das Hauptquartier der antinapoleonischen Koalition nach Frankreich.
Graf von der Schulenburg-Wolfsburg und August von Reiman traten jedoch, da sie sich mit dem Herzog entzweit hatten, bald wieder aus dem Geheimratskollegium aus. Ein sehr ungenügender Ersatz wurde durch den bisherigen Ölper Kammerdirektor Mens geschaffen. Die Seele der Staatsverwaltung war und blieb Justus von Schmidt-Phiseldeck, der das Herzogtum auch auf dem Wiener Kongress vertrat. Durch wissenschaftliches Studium und im praktischen Staatsdienste hatte er sich gründliche Bekanntschaft mit den Verfassungs- und Regierungsverhältnissen des Herzogthums, den Mängeln der alten und den Fortschritten der neuen Zeit erworben.
Herzog Karl Wilhelm Ferdinand war als preußischer Feldherr gefallen. Sein Sohn Friederich Wilhelm fiel am 16. Juni 1815 in der Schlacht bei Quatre-Bras, als der Wiener Kongress noch tagte. Hier erreichte der Braunschweiger Vertreter Justus von Schmidt-Phiseldeck die Wiederherstellung des Herzogtums. Man hatte gehofft, das Bistum Hildesheim und die Freie Reichsstadt Goslar einbinden zu können. Preußen und Hannover (in Personalunion mit England) waren stärker.
In Stadt und Land Braunschweig kehrte wieder Ruhe und Ordnung ein. Der Handel mit Großbritannien mit seinen Kolonialwaren erreichte wieder die alte Bedeutung.